# Svetlana Išmuratova
Svetlana Irekovna Išmuratova (rusko Светлана Ирековна Ишмуратова), ruska biatlonka, * 20. april 1972, Zlatoust, Rusija.
Išmuratova je na zimskih olimpijskih igrah leta 2006 osvojila zlato v posamičnem tekmovanju za ženske na 15 km. Živi v Čeljabinsku in je po poklicu vojakinja.

## Dosežki
Vir: 

### Olimpijske igre
| Dogodek             | Posamično | Šprint | Zasledovanje | Skupinski štart | Štafeta |
| ------------------- | --------- | ------ | ------------ | --------------- | ------- |
| 2002 Salt Lake City | 8.        | 9.     | 15.          | N/A             | Bron    |
| 2006 Torino         | Zlato     | 10.    | 4.           | 12.             | Zlato   |

* Skupinski štart je bil prvič na isporedu olimpijskih iger leta 2006.

### Svetovna prvenstva
| Dogodek                | Posamično | Šprint | Zasledovanje | Skupinski štart | Ekipno | Štafeta | Mešana štafeta |
| ---------------------- | --------- | ------ | ------------ | --------------- | ------ | ------- | -------------- |
| 1996 Rupholding        | -         | 27.    | N/A          | N/A             | -      | -       | N/A            |
| 1998 Hochfilzen        | -         | -      | N/A          | -               | Zlato  | -       | N/A            |
| 1999 Kontiolahti       | -         | 24.    | 28.          | -               | N/A    | -       | N/A            |
| 2000 Oslo Holmenkollen | 54.       | 4.     | 25.          | 9.              | N/A    | -       | N/A            |
| 2001 Pokljuka          | -         | 15.    | 16.          | 12.             | N/A    | Zlato   | N/A            |
| 2003 Hanti-Mansijsk    | -         | 4.     | Bron         | Srebro          | N/A    | Zlato   | N/A            |
| 2004 Oberhof           | -         | 9.     | 5.           | DNF             | N/A    | Srebro  | N/A            |
| 2005 Hochfilzen        | 10.       | -      | -            | 11.             | N/A    | Zlato   | N/A            |
| 2005 Hanti-Mansijsk    | -         | -      | -            | -               | N/A    | -       | Zlato          |

* Ekipno tekmovanje je bilo umaknjeno leta 1998, zasledovanje je bilo dodano leta 1997, skupinski štart je bil dodan leta 1999, mešana štafeta pa leta 2005.